# Héctor Rondón Lovera
Héctor Rondón Lovera (Apure, 25 novembre 1933 – 21 giugno, 1984) è stato un fotografo venezuelano. Ex idraulico ed ex giocatore di baseball, Lovera intraprende la carriera di fotogiornalista all'età di ventuno anni. Lavora per diverse testate in tutto il mondo, oltre al venezualano La República.
Proprio durante un servizio fotografico per la rivista, Lovera scattò la fotografia che ritrae un soldato ferito aggrappato ad un prete, sotto il fuoco di un cecchino, durante una sommossa portata avanti dal gruppo di guerriglieri venezuelani.  Tale fotografia diverrà la più famosa della sua carriera e gli permetterà di vincere il World Press Photo of the Year nel 1962 ed il premio Pulitzer nel 1963.